# علی خادم‌حسینی
علی خادم‌حسینی (انگلیسی: Ali Khademhosseini؛ زادهٔ (۱۳۵۵ شمسی(۳۰ اکتبر ۱۹۷۵) تهران) یک دانشمند در زمینه مهندسی پزشکی، بیومتریال و مهندسی بافت ایرانی‌تبار و برگزیده جایزه مصطفی(ص) 2019 است.
خادم‌حسینی عضو هیئت علمی دانشگاه کالیفرنیا در لس آنجلس است و در گذشته در بخش فناوری و بهداشت دانشگاه هاروارد و دانشکده پزشکی هاروارد مشغول به کار بوده است.ایشان هم‌اکنون مدیرعامل موسسه تراساکی(terasaki) می‌باشد.

## ساخت کبد مصنوعی
او یکی از محققان ایرانی مؤسسه MIT است که با همکارانش موفق به ابداع شیوه‌ای نوین در ساخت اندام‌های مصنوعی شدند که از این روش برای ساخت کبد مصنوعی و بافت قلب تعدادی موش و خوک استفاده کردند.

## برگزیدهجایزه مصطفی2019
اثر: هیدروژل‌های نانو و بایو ساختار برای کاربردهای زیست-پزشکی
حوزه دریافت جایزه: علم و فناوری زیستی و پزشکی

## جوایز و افتخارات
- American Association for the Advancement of Science (AAAS) Fellow (2014)
- National Academy of Sciences Kavli Frontiers of Science Fellow (2012)
- Presidential Early Career Award for Scientists and Engineers (2011)
- Society for Biomaterials Young Investigator Award (2011)
- TERMIS-NA Young Investigator Award (2010);
- American Institute for Chemical Engineers (AIChE) Allan F. Colburn Award (2010);
- ACS Colloid and Surface Science Division Unilever Award (2010);
- Office of Naval Research Young Investigator Award (2010);
- Association for Lab Automation (ALA) Innovation Award (2010);
- International Academy for Medical and Biological Engineering (IAMBE) Award for Young Faculty Members (2009);
- University of Toronto Engineering alumni’s class of 7T6 award (2009);
- NSF Career Award (2009);
- IEEE/EMBS Early career award (2008);
- Technology Review Magazine TR35 Top Young Innovator (2007);
- BMW Scientific Award (2007);
- Coulter Foundation Early Career (2006)-national award for biomedical engineering;
- Outstanding Researcher in Polymer Science by OMNOVA / MIT (2005);
- Outstanding Research by Biomedical Engineering Society (2005)- national award;
- Outstanding Research Mentor at MIT (2004)- university award for mentoring;